# Pick and roll

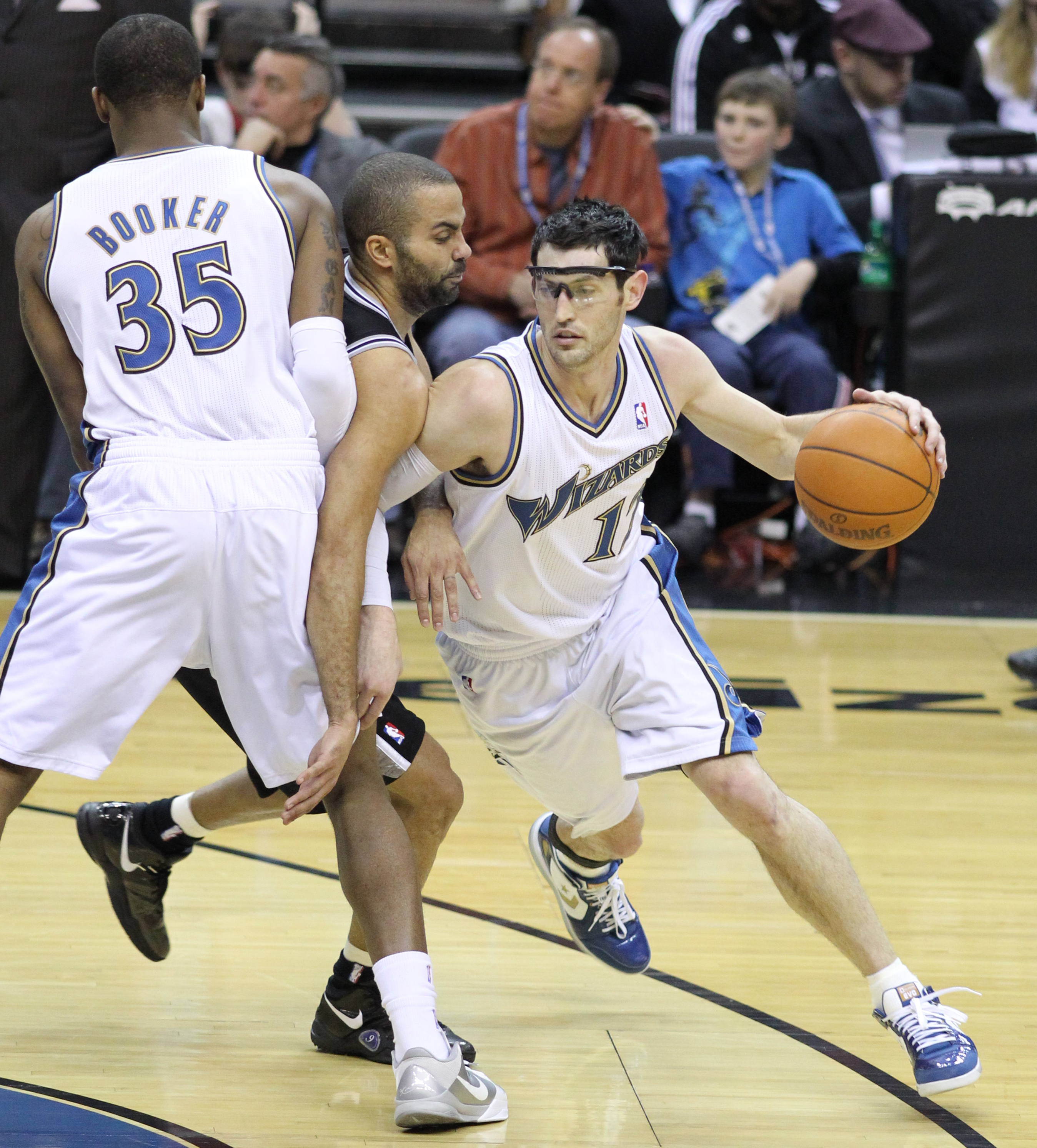
Trevor Booker e Kirk Hinrich impegnati nel pick and roll

Il pick and roll (P&R) è uno schema usato nel basket per battere la marcatura a uomo.  È un "gioco a due", molto semplice ma allo stesso tempo molto efficace, in quanto offre una possibilità di finalizzazione a entrambi i giocatori coinvolti (tipicamente un "lungo" e un "piccolo"), a seconda di come si adegua la difesa. Nonostante sia risaputo che la sua creazione risale agli anni '20 nella zona della costa orientale statunitense, l'ideatore di tale schema rimane incerto.
Tra i più noti interpreti del pick and roll sono da ricordare John Stockton e Karl Malone degli Utah Jazz negli anni ottanta e novanta del XX secolo.

## Descrizione dello schema
Nella pallacanestro si definisce pick and roll quella situazione offensiva nella quale un lungo sale per "portare" un blocco ("pick") al palleggiatore amico. Il blocco consiste nell'impedire al marcatore del palleggiatore di seguire il movimento del suo marcato: il lungo si posiziona alle spalle del marcatore, facendo valere il volume del suo corpo, col risultato che il marcatore impatta contro il lungo, ed il palleggiatore è libero. Dopo aver portato il blocco, il lungo taglia ("roll") rapidamente nel cuore dell'area avversaria.
Il movimento, se fatto con i giusti tempi, può portare sotto canestro il lungo marcato dal piccolo avversario, che a questo punto non potrà fare niente per impedire al primo di arrivare facilmente a canestro sfruttando la differenza di fisico. Altrimenti si creerà un mismatch tra il lungo e il palleggiatore che può facilmente batterlo grazie alla sua rapidità e agilità.
Ci sono diverse varianti di P&R: 
- centrale, quando viene giocato nella fascia centrale del campo;
- laterale quando viene giocato da una delle due fasce laterali per accentrarsi;
- il cosiddetto "drag" cioè il P&R in transizione.

## Esempio
Un "piccolo" della squadra A porta palla, marcato da un "piccolo" della squadra B. Il primo finge la penetrazione. Un "lungo" della squadra A, marcato da un "lungo" della squadra B porta il blocco sul "piccolo" B. Scambio di marcature: il "lungo" B marca il "piccolo" A, il "piccolo" B marca il "lungo" A. Così facendo si crea una condizione di vantaggio per la squadra A. Il "piccolo" potrà battere un "lungo" in velocità, mentre il "lungo" si troverà sotto canestro con un "piccolo", sfruttando il grande vantaggio in altezza.

## Variante: pick and pop
Il pick and pop è una variante del pick and roll: in questo caso però il lungo, dopo aver bloccato, non "rolla", cioè non corre verso il canestro, ma fa "pop", cioè si allarga sul perimetro per tirare dalla media o dalla lunga distanza. 